# Sahajadpur
Sahajadpur é uma vila no distrito de Murshidabad, no estado indiano de Bengala Ocidental.

## Demografia
Segundo o censo de 2001, Sahajadpur tinha uma população de 15 720 habitantes. Os indivíduos do sexo masculino constituem 48% da população e os do sexo feminino 52%. Sahajadpur tem uma taxa de literacia de 44%, inferior à média nacional de 59,5%: a literacia no sexo masculino é de 53% e no sexo feminino é de 37%. Em Sahajadpur, 20% da população está abaixo dos 6 anos de idade.